# Sauteriau
Taxons concernés
Parmi les genres :
- Anacridium
- Eyprepocnemis
- Gastrimargus
- Oedaleus
- Phymateus
- Zonocerusmodifier

Sauteriau est un nom vernaculaire ambigu désignant en français certains criquets non grégariaptes appartenant à l'ordre des orthoptères et au  sous-ordre Caelifera.

## Caractéristiques
Contrairement aux locustes, qui se transforment complètement lorsque leur population atteint un certain seuil de densité et adoptent un comportement grégaire (forment des essaims), les sauteriaux ne présentent que des modifications morphologiques et comportementales mineures en réaction aux effets du groupement.
Les sauteriaux sont aussi de grands ravageurs, surtout dans les pays du Sahel.

## Espèces principales

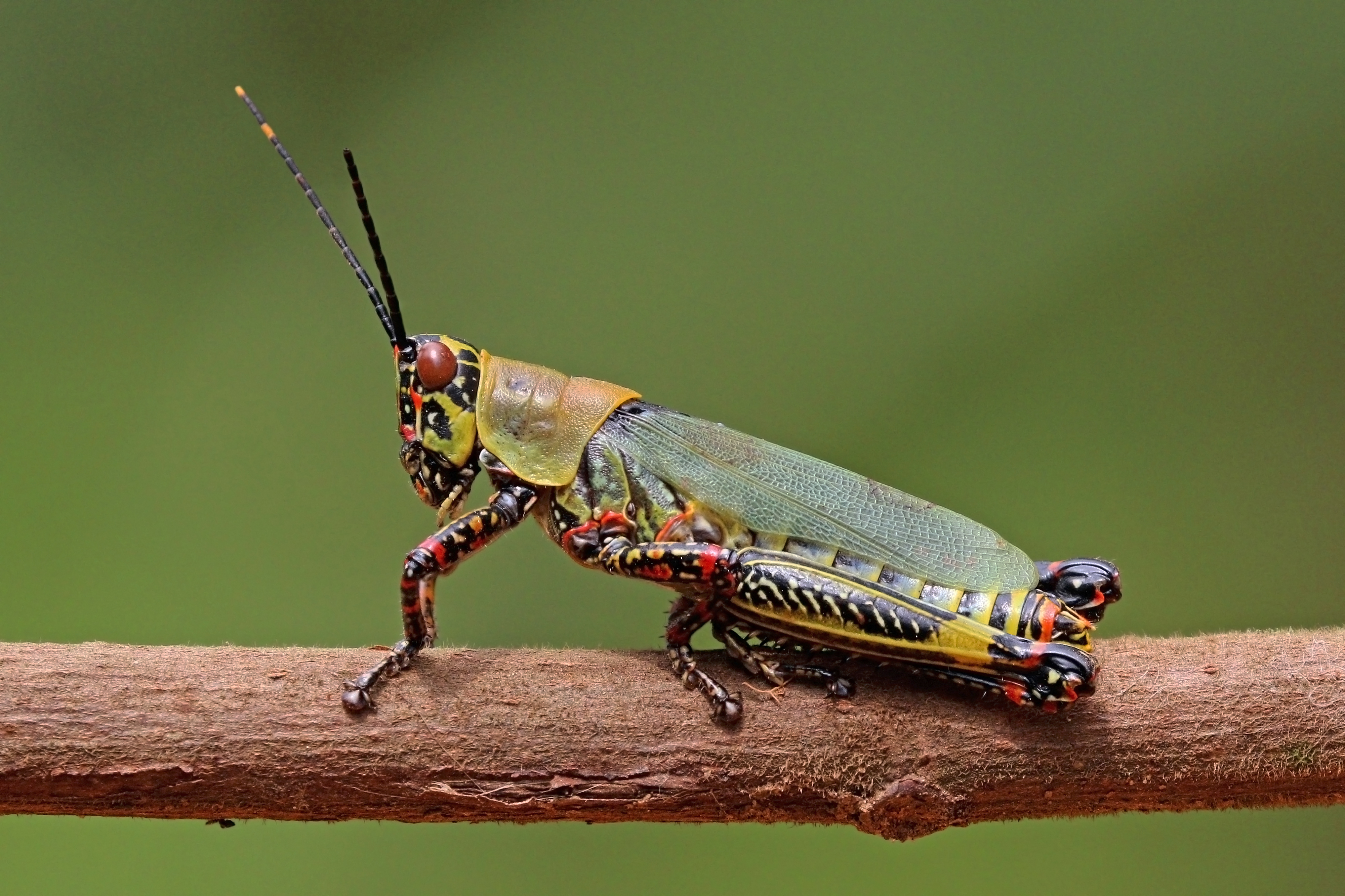
Zonocerus variegatus femelle dans la forêt de Bobiri, au Ghana.

- Anacridium aegyptium - criquet égyptien
- Eyprepocnemis noxia
- Eyprepocnemis plorans
- Gastrimargus africanus
- Oedaleus senegalensis - criquet sénégalais
- Paracinema tricolor
- Phymateus madegassus
- Phymateus leprosus (ou Maphyteus leprosus) - criquet sud-africain
- Zonocerus variegatus - criquet puant